# Mabel, Minnesota
Mabel är en ort i Fillmore County i delstaten Minnesota, USA.